# D-mark
D-Mark, tyska mark eller även Deutsche Mark (DM) var den valuta som användes i Västtyskland och det återförenade Tyskland fram till införandet av euron år 2002. Valutakoden var DEM. Valutaenheten 1 mark indelades i 100 pfennig.
Valutan D-mark infördes den 21 juni 1948 i den västra delen av det ockuperade Tyskland, som kontrollerades av de allierade Frankrike, Storbritannien och USA, och gällde 22 maj 1949. Vid grundandet av Förbundsrepubliken Tyskland (det vill säga Västtyskland) den 23 maj 1949 förblev D-marken den officiella valutan i den nya nationen.
Den östra delen av det ockuperade Tyskland, som kontrollerades av Sovjetunionen, Östtyskland (DDR), införde från 1951 Deutsche Mark (der Deutschen Notenbank) som den officiella valutan. 
D-mark ersatte den tidigare Reichsmark (riksmark) som infördes 1924. Goldmark infördes 1873 som ersattes av papiermark 1914. Valutan användes också i vissa delar av Balkanhalvön, bland annat i Kosovo, Montenegro samt Bosnien och Hercegovina. 
Vid övergången till euro fastställdes slutkursen 2002 till 1 EUR = 1,95583 DEM. 

## Användning
D-marken gavs ut av Deutsche Bundesbank (DBB), som grundades 1957 och ersatte den tidigare Bank deutscher Länder. Bundesbank har huvudkontoret i Frankfurt am Main och är medlem i Europeiska centralbankssystemet. Bundesbank har garanterat att alla D-mark i kontanter kan växlas in mot euro utan tidsgräns; inväxlingen kan dock endast göras på Bundesbanks regionkontor i Tyskland eller bankens filialer i samma land.

## Sedlar
| 1989 års serie             | 1989 års serie | 1989 års serie | 1989 års serie | 1989 års serie                          | 1989 års serie                          | 1989 års serie                                                                | 1989 års serie | 1989 års serie                          | 1989 års serie   | 1989 års serie    | 1989 års serie   | 1989 års serie                     |
| Bild                       | Bild           | Valör          | Värde i €.     | Mått                                    | Färg                                    | Beskrivning                                                                   | Beskrivning | Beskrivning                             | Datum för        | Datum för         | Datum för        | Datum för                          |
| Framsida                   | Baksida        | Valör          | Värde i €.     | Mått                                    | Färg                                    | Framsida                                                                      | Baksida | Vattenmärke                             | Första tryckning | Utgivning         | Indragning       | Ogiltighet                         |
| -------------------------- | -------------- | -------------- | -------------- | --------------------------------------- | --------------------------------------- | ----------------------------------------------------------------------------- | --- | --------------------------------------- | ---------------- | ----------------- | ---------------- | ---------------------------------- |
|                            |                | 5 DM           | 2,56           | 122× 62 mm                              | Gul-grön                                | Bettina von Arnim, Wiepersdorfs slott och historiska byggnader i Berlin       | Brandenburger Tor                                                                                                 | Likadan som porträtt                    | 1 augusti 1991   | 27 oktober 1992   | 31 december 2001 | Obegränsad giltighet för inväxling |
|                            |                | 10 DM          | 5,11           | 130 × 65 mm                             | Blå-violett                             | Carl Friedrich Gauss, Gaussian distribution, historiska byggnader i Göttingen | Sextant, en liten karta som visar triangulering av Kungariket Hannover utförd av Gauss                            | Likadan som porträtt                    | 2 januari 1989   | 16 april 1991     | 31 december 2001 | Obegränsad giltighet för inväxling |
|                            |                | 20 DM          | 10,23          | 138 × 68 mm                             | Turkos                                  | Författarinnan Annette von Droste-Hülshoff, byggnader från staden Meersburg   | En fjäderpenna och ett bokträd, en referens till hennes arbete Die Judenbuche                                     | Likadan som porträtt                    | 1 augusti 1991   | 20 mars 1992      | 31 december 2001 | Obegränsad giltighet för inväxling |
|                            |                | 50 DM          | 25,56          | 146 × 71 mm                             | Gul-brun                                | Balthasar Neumann, historiska byggnader i Würzburg, en arkitekts linjal       | Del av trapporna till Residenset i Würzburg, samt planritningen av det berömda kapellet Kreuzkapelle, i Kitzingen | Likadan som porträtt                    | 2 januari 1989   | 30 september 1991 | 31 december 2001 | Obegränsad giltighet för inväxling |
|                            |                | 100 DM         | 51,13          | 154 × 74 mm                             | Mörkblå                                 | Clara Schumann, historiska byggnader i Leipzig och en lyra                    | Flygel, Hochs konservatorium                                                                                      | Likadan som porträtt                    | 2 januari 1989   | 1 oktober 1990    | 31 december 2001 | Obegränsad giltighet för inväxling |
|                            |                | 200 DM         | 102,26         | 162 × 77 mm                             | Orange                                  | Paul Ehrlich, historiska byggnader i Frankfurt, formeln för Arsphenamine      | Mikroskop, Eskulapstaven omgiven av förenklade cellstrukturer                                                     | Likadan som porträtt                    | 2 januari 1989   | 1 oktober 1990    | 31 december 2001 | Obegränsad giltighet för inväxling |
|                            |                | 500 DM         | 255,65         | 170 × 80 mm                             | Röd-violett                             | Maria Sibylla Merian, en insekt, byggnader i forntida Nürnberg                | Maskrosor, mätare, fjäril                                                                                         | Likadan som porträtt                    | 1 augusti 1991   | 27 oktober 1992   | 31 december 2001 | Obegränsad giltighet för inväxling |
|                            |                | 1000 DM        | 511,29         | 178 × 83 mm                             | Mörkbrun                                | Wilhelm och Jacob Grimm, historiska byggnader Kassel                          | 'Tyska Ordboken' (Deutsches Wörterbuch), Kungliga biblioteket i Berlin                                            | Likadan som porträtt                    | 1 augusti 1991   | 27 oktober 1992   | 31 december 2001 | Obegränsad giltighet för inväxling |
| Ny serie med hologram      |                |                |                |                                         |                                         |                                                                               | |                                         |                  |                   |                  |                                    |
| 50 Deutsche Mark, framsida |                | 50 DM          | 25,56          | Utseende som tidigare, men med hologram | Utseende som tidigare, men med hologram | Utseende som tidigare, men med hologram                                       | Utseende som tidigare, men med hologram                                                                           | Utseende som tidigare, men med hologram | 2 januari 1996   | 2 februari 1998   | 31 december 2001 | Obegränsad giltighet för inväxling |
|                            |                | 100 DM         | 51,13          | Utseende som tidigare, men med hologram | Utseende som tidigare, men med hologram | Utseende som tidigare, men med hologram                                       | Utseende som tidigare, men med hologram                                                                           | Utseende som tidigare, men med hologram | 2 januari 1996   | 1 augusti 1997    | 31 december 2001 | Obegränsad giltighet för inväxling |
|                            |                | 200 DM         | 102,26         | Utseende som tidigare, men med hologram | Utseende som tidigare, men med hologram | Utseende som tidigare, men med hologram                                       | Utseende som tidigare, men med hologram                                                                           | Utseende som tidigare, men med hologram | 2 januari 1996   | 1 augusti 1997    | 31 december 2001 | Obegränsad giltighet för inväxling |

## Valörer
- Mynt: 1, 2 och 5 mark
- Underenhet: 1, 2, 5, 10 och 50 pfennig
- Sedlar: 5, 10, 20, 50, 100, 200, 500 och 1000 mark